# 卡薩布蘭卡會議
卡薩布蘭卡會議，是指一場由美國總統羅斯福和英國首相丘吉爾參與，自1943年1月14日至24日在法屬摩洛哥刚刚被盟军攻占的卡薩布蘭卡舉行會議。會議中討論了二戰晚期非洲戰場、地中海戰場、太平洋战争和爾後對軸心國作戰問題，並要求德國、意大利和日本領導的軸心國陣營無條件投降。本次会议也是美国总统第一次在战争期间离开了美国本土。

## 与会成员

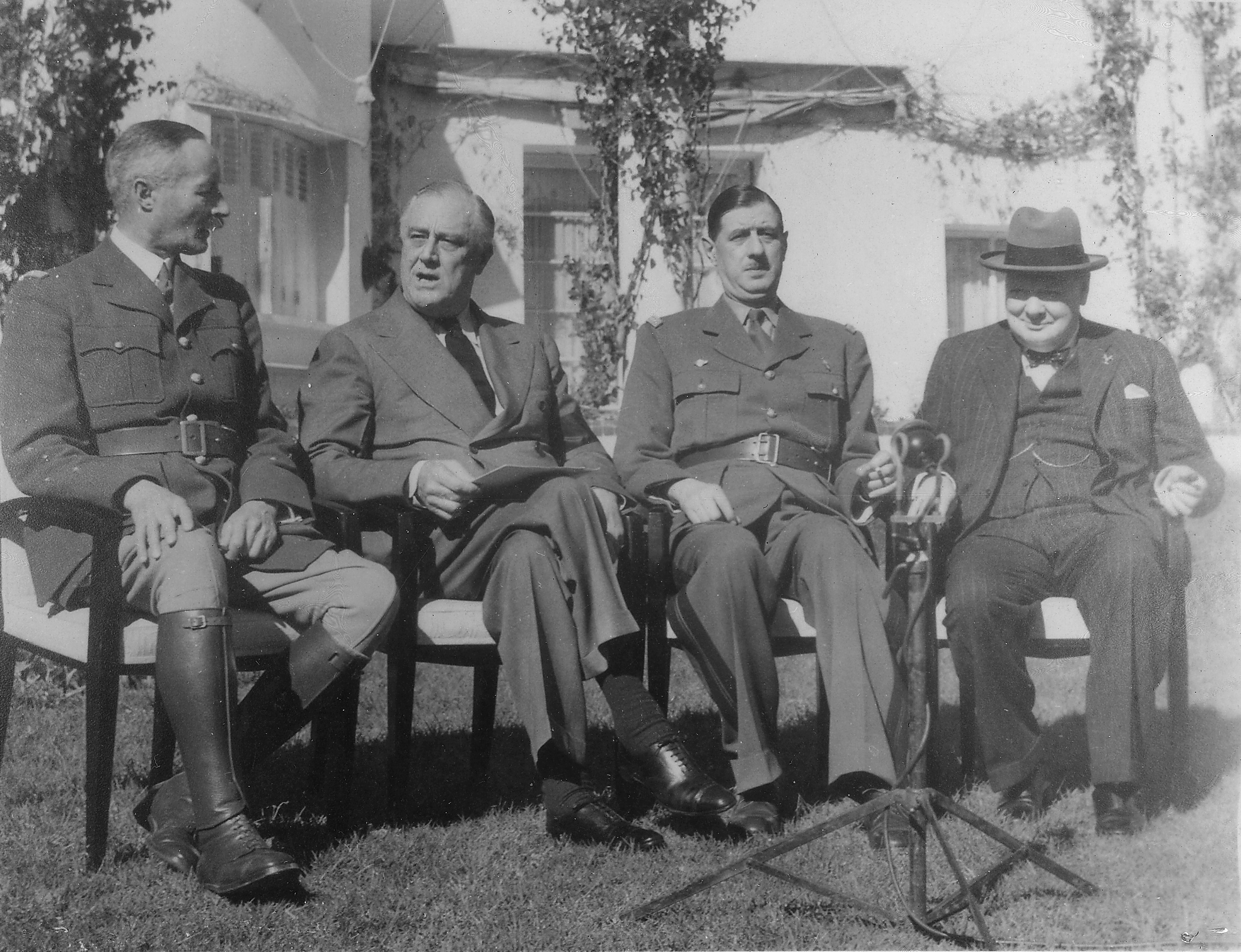
卡薩布蘭卡會議上的法國上將亨利·吉羅、美國總統羅斯福、自由法國領袖戴高樂與英國首相邱吉爾

原本苏联的斯大林也被邀请参与了这次会议，但是斯大林没有参加，部分原因是因为苏联国内依然在和德军交战，斯大林格勒战役此时还尚未结束。除了英美双方的最高领导人外，多名军方高级军官也参与了这次会议。包括美国的德怀特·艾森豪威尔以及英国的哈羅德·亞歷山大。参加这次会议的还有自由法国的戴高乐和亨利·吉罗。其中戴高乐是在丘吉尔的建议下参加的会议，而罗斯福则认为应该由吉罗出面。然而戴高乐非常反感吉罗，最后在丘吉尔的说服下才同意共同出席这次会议。

## 议题
在这次会议中英美双方討論了二戰晚期非洲、地中海、太平洋战争和爾後對軸心國作戰問題。並就加強對德國的轟炸、土耳其在戰爭中的立場以及殖民地的命運問題進行磋商。在这次会议上还做出了多项重要的决定，例如加强大西洋反潜战对U型潜艇的攻击，以及如何分配船只与飞机的问题。他们还谈论了第二战场的问题，根据丘吉尔的建议下一步的进攻应该在地中海，进攻意大利。罗斯福根据美国海军将领乔治·马歇尔以及欧内斯特·金的建议，希望跨过英吉利海峡进行下一步的进攻，同时将更多的资源用于太平洋战争以加强对日本的压力。作为折中，罗斯福同意暂时不在法国开辟第二战场，同时在意大利的西西里岛进行登陆。而丘吉尔则同意扩大在缅甸的军事行动以稳固蒋介石在中国的地位。为了支援英军在缅甸的作战，罗斯福还向他们提供护卫舰以及登陆艇。同时罗斯福也提醒丘吉尔，应该投入更多的资源用于对日本作战。
在这次会议中还产生了关于战略轰炸的卡萨布兰卡训令，这份发布于1943年1月21日的指令要求英美空军联合起来以英国为基地对德国进行战略轰炸。其中英国皇家空军主要在夜间对城市等经济目标进行轰炸，美国陆军航空队在白天对德军军事生产设施进行轰炸。在这份指令中，排在前几位的目标依次是德军的潜艇工厂、飞机工业、交通设施、炼油厂等目标。
會議結束後，羅斯福總統於24日在卡薩布蘭卡記者招待會上宣布，同盟國將把德國、意大利、日本的戰爭進行到這三國“無條件投降為止”。有些人说无条件投降是罗斯福随性而为，普利策奖得主多莉丝·基恩斯·古德温甚至说因为那天天气很好罗斯福心情很好所以脱口说出无条件投降之类的话，并且丘吉尔也毫不知情非常震惊。但其实早在1941年12月9日珍珠港事件结束后不久罗斯福的谈话中就流露出反法西战争一定要取得彻底胜利的观念，1942年中期罗斯福得到建议将无条件投降作为结束战争的目标。在1943年1月7日卡萨布兰卡会议召开前夕罗斯福也和军事顾问们交谈过关于无条件投降的问题，而丘吉尔也曾和罗斯福讨论过这个问题。本来丘吉尔希望不要让意大利也无条件投降，因为他希望意大利尽快退出战争。不过在和内阁副首相艾德礼等人交换过意见之后，丘吉尔收回了自己的看法。斯大林虽然没有参加这次会议，但是在1943年5月1日纪念五·一国际劳动节的讲话中他也说了类似要让德國无条件投降之类的话。同年10月在在莫斯科通过了《关于普遍安全的宣言》，美英中苏四国共同宣布法西斯国家必须无条件投降。关于无条件投降的目标对战争的影响也是众说纷纭，有人说它强化了軸心國抵抗情绪，拖延了战争。也有人说他团结了同盟国人民，增强了斗志。